# Halocarpus bidwillii

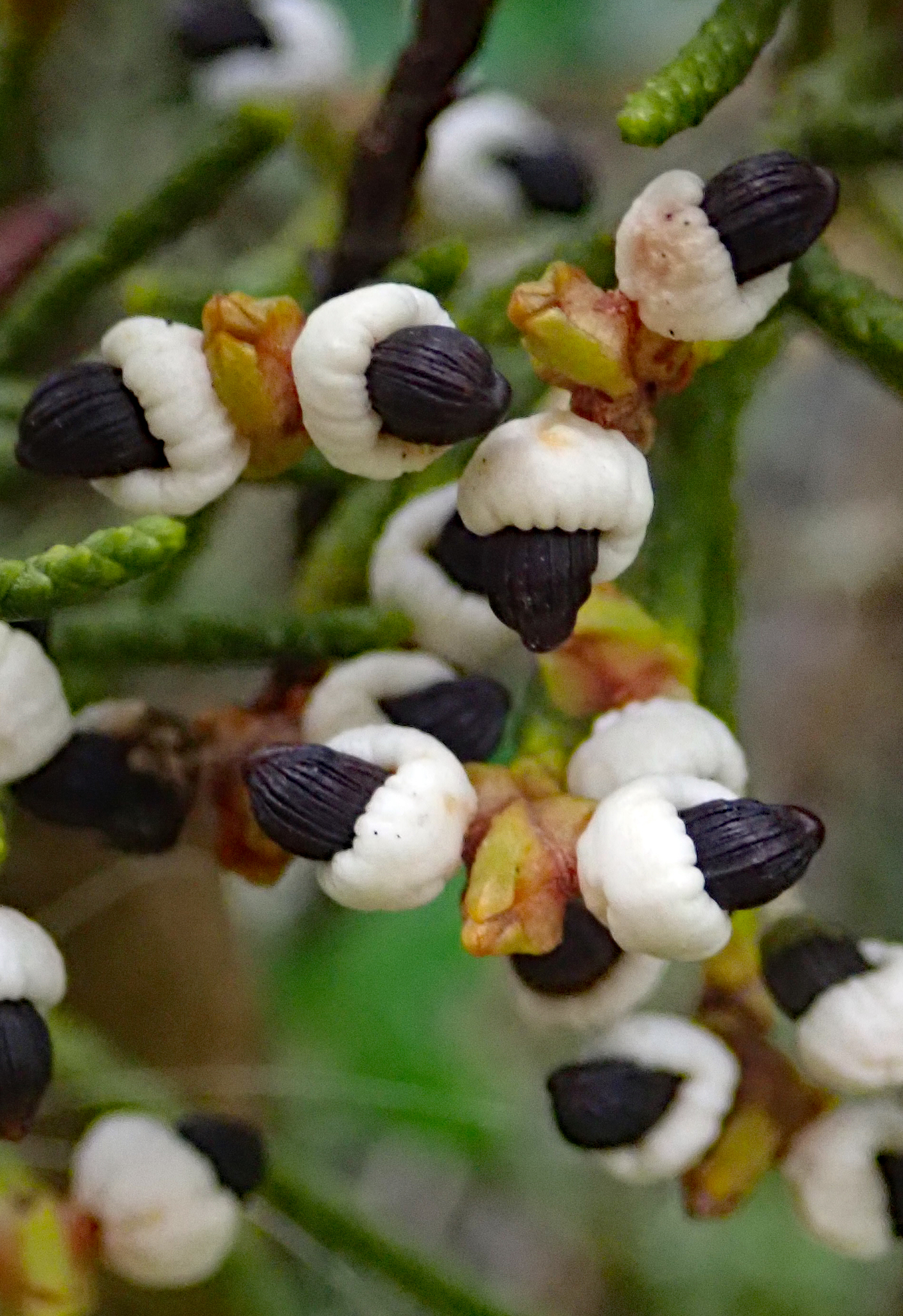
Früchte

Halocarpus bidwillii ist eine der drei Nadelgehölzarten aus der Gattung Halocarpus in der Familie der Steineibengewächse (Podocarpaceae). Die Art ist in Neuseeland heimisch.

## Beschreibung
Halocarpus bidwillii wächst als ein immergrüner Strauch, selten als kleiner Baum und wird meist nicht höher als etwa 3,5 Meter. Es werden Stammdurchmesser bis 38 cm erreicht. Waagrecht abstehende Äste wurzeln häufig in den Boden ein, so dass oft ringförmig um den Strauch ein kleiner Kriechwald entsteht. Die Rinde ist dünn und rötlich.
Die Blätter sind bei erwachsenen Pflanzen schuppenförmig und nur 1 bis 2 mm lang; sie stehen spiralig am Zweig. Bei Keimlingen und bisweilen auch einzelnen Trieben an erwachsenen Pflanzen tritt eine zweite („juvenile“) Blattform auf, nämlich riemenförmige 5 bis 10 mm lange Blätter, die lederartig und etwa 1 bis 1,5 mm breit sind.
Die männlichen Zapfen stehen am Zweigende und sind etwa 3 bis 5 mm groß. Die weiblichen Zapfen sind etwas beerenähnlich; ein schwärzliches, ledriges, furchiges Epimatium umgibt den einzelnen 2 bis 3 mm langen Samen, der von einem weißen, arillusartigen (geschwollenes Epimatium) Polster unterlegt ist, hier wird kein Podocarpium geformt.

## Verbreitung
Die Heimat von Halocarpus bidwillii erstreckt sich in Neuseeland von Cape Colville auf der Coromandel Peninsula (Nordinsel) südlich bis zu der der Südinsel vorgelagerten Stewart-Insel. Im nördlichen Teil des Verbreitungsgebiets kommt die Art in Höhenlagen von 600 bis 1500 m vor, weiter südlich auch in tieferen Höhenlagen. Die Pflanze wächst sowohl auf sumpfigen als auch auf trockenen, steinigen Böden.

## Systematik
Die Art ist nach dem britischen Botaniker John Carne Bidwill benannt, der in Neuseeland 1839 und 1848 Pflanzen sammelte.
Ein Synonym der Art ist Dacrydium bidwillii Hook.f. ex Kirk, denn die Art wurde früher (wie auch die anderen beiden Vertreter der Gattung Halocarpus) in die Gattung Dacrydium gestellt.
Halocarpus bidwillii kann mit Halocarpus biformis und auch mit Lepidothamnus laxifolius hybridisieren.

## Nutzung
Das Holz dieser Art bricht leicht und ist deshalb wenig begehrt.